# Aleksandr Veniaminovič Mačeret
Aleksandr Veniaminovič Mačeret (Baku, 28 dicembre 1896 – Mosca, 12 settembre 1979) è stato un regista cinematografico sovietico.

## Filmografia (parziale)

### Regista
- Častnaja žizn' Petra Vinogradova (1934)[1][2]
- Bolotnye soldaty (1938)[3]
- Ošibka inženera Kočina (1939)
- Cvetnye kinonovelly (1941)
- Ja - černomorec! (1944)
- Pagine di vita (1948)